# Ragnar Ache
Ragnar Prince Friedel Ache (Francoforte sul Meno, 28 luglio 1998) è un calciatore tedesco di origini ghanesi, attaccante del Kaiserslautern. Dal 1 luglio 2025 giocherà nel Colonia.

## Carriera

### Club
Cresciuto nelle giovanili dello Sparta Rotterdam, ha esordito il 4 aprile 2017 in un match perso 3-0 contro l'Heerenveen.
Il 22 maggio 2019, durante il ritorno del secondo turno dei play-off promozione contro il TOP Oss, realizzò una doppietta in meno di un minuto, segnando tra l'86º e l'87º. Il match, poi, terminò 3-0 (5-0 con il complessivo della gara di andata). Affermatosi poi in massima serie, nel gennaio 2020 viene acquistato per 2 milioni di euro dall'Eintracht Francoforte che lo lascia a Rotterdam fino al termine della stagione.

## Statistiche

### Presenze e reti nei club
Statistiche aggiornate all'8 gennaio 2018.
| Stagione        | Squadra          | Campionato      | Campionato | Campionato | Coppe nazionali | Coppe nazionali | Coppe nazionali | Coppe continentali | Coppe continentali | Coppe continentali | Altre coppe | Altre coppe | Altre coppe | Totale | Totale | Totale |
| Stagione        | Squadra          | Comp            | Pres       | Reti       | Comp            | Pres            | Reti            | Comp               | Pres               | Reti               | Comp        | Pres        | Reti        | Pres   | Reti   |        |
| --------------- | ---------------- | --------------- | ---------- | ---------- | --------------- | --------------- | --------------- | ------------------ | ------------------ | ------------------ | ----------- | ----------- | ----------- | ------ | ------ | ------ |
| 2016-2017       | Sparta Rotterdam | ERE             | 1          | 0          | CO              | 0               | 0               |                    | -                  | -                  |             | -           | -           | 1      | 0      |        |
| 2017-2018       | Sparta Rotterdam | ERE             | 14         | 2          | CO              | 1               | 0               |                    | -                  | -                  |             | -           | -           | 15     | 2      |        |
| Totale Carriera | Totale Carriera  | Totale Carriera | 15         | 2          |                 | 1               | 0               |                    | -                  | -                  |             | -           | -           | 16     | 2      |        |

## Palmarès

### Competizioni internazionali
- UEFA Europa League: 1

Eintracht Francoforte: 2021-2022